# Jacques-Louis Soret
Jacques-Louis Soret (Ginebra, Suïssa, 30 juny 1827 - 13 maig 1890) fou un físic i químic suís que descobrí l'element químic holmi el 1878 juntament amb Marc Delafontaine i Per-Teodor Cleve.
Era fill de Nicolas Soret, mercader de professió, i de Jenny Odier. Realitzà els seus estudis secundaris a l'Acadèmia de Ginebra. Entre 1847 i 1852 estudià a París al Collège de France amb Henri Victor Regnault i a l'Escola Politècnica. Visità Anglaterra i Itàlia. El 1952 es llicencià en física a l'Acadèmia de Ginebra. L'any següent fou professor de física i química al Gymnasium de Ginebra. El període 1858-1862 fou assessor administratiu de Ginebra i director d'obres durant la construcció del pont del Mont-Blanc. A Heidelberg, realitzà investigacions sobre l'ozó al laboratori de Robert Wilhelm Bunsen (1862-1863) descobrint que es tractava de trioxigen, O₃. També amplià estudis a Jena, Weimar i Berlín. Fou nomenat professor de l'Acadèmia de Ginebra (1866), professor de Física Mèdica (1876) i rector de la universitat (1880-1882).
El 1878 estudiant els espectres dels diferents elements químics del mineral gadolinita identificà unes bandes que no corresponien a cap element conegut fins aquell moment, confirmant una observació menys precisa del també químic suís Marc Delafontaine. L'any següent el químic suec Per Teodor Cleve arribà a la mateixa conclusió i anomenà holmi al nou element.
El 1883 descobrí una intensa banda d'absorció de la llum en la zona del color blau de l'espectre visible de la sang, actualment anomenada banda de Soret.
Fou president de la Societat suïssa de ciències naturals (1880-1886) i membre de l'Acadèmia de Ciències de París (1890). Fou nomenat doctor honoris causa per la Universitat de Basilea (1874) i Cavaller de la Legió d'Honor (1887).